# Seesaaブログ
Seesaaブログ（シーサーブログ）は、株式会社したらばが運営する日本の無料ブログサービス。
2003年に開設されて以来、運営者は何回か変更されている（後述）。

## 概要
シーサー株式会社により、会社設立翌月の2003年11月にサービス開始。2000年代初頭の日本のブログ黎明期にサービス開始した老舗ブログサービスであり、長年シーサー株式会社により運営されてきた。2008年には月間1,100万人が利用するブログサービスへと成長した。
また、シーサー株式会社ではアプリケーションサービスプロバイダ (ASP) として自社のブログエンジンを販売しており、2008年時点で既に20社以上のブログで導入実績があった。後にシーサー株式会社へ移管されたSo-net blog（SSブログを経て2025年3月31日付でサービス終了）をはじめ、オリコン、さくらインターネットなどのブログで導入実績があり、管理画面や一部のシステムでSeesaaのシステムが使われている。
2024年1月1日付で、シーサー株式会社が親会社の株式会社ファンコミュニケーションズに吸収合併され解散した。これにより「Seesaaブログ」をはじめとするシーサー株式会社の事業はファンコミュニケーションズが継承し、「Seesaa」は同社が継承したサービスのブランド名として引き続き使用されることとなった。
2024年12月1日付で、ファンコミュニケーションズは、SeesaaブログとSeesaa Wikiの運営権を、株式会社したらばへ譲渡した。

## 機能
1つのアカウントで複数のブログを作成できるのが特徴である。SSLにも対応している。アフィリエイト広告配信のためのads.txt（アズテキスト）設置機能もあり、独自ドメイン（有料）を使用することでGoogle AdSenseも設置可能になるなど、アフィリエイト収入を得たいブロガーにも対応している。テンプレートは「SEO対応済み」を謳っており、アクセス解析は無料ツールとの連携にて行える。
特にアフィリエイトブログやまとめブログとの相性の良さを売りにしており、5ちゃんねるなどのまとめブログ作成に使用することも推奨している。Seesaaブログで作成されたまとめブログのポータルページも用意されている。
ブログランキングは、他の日本国内の一般的なブログサービスと同様に、Seesaaブログ内での「ブログランキング」があり、ランキングページが用意されている。

### 有料プラン
基本機能はすべて無料で利用できるが、有料プランとして「プレミアムプラン」があり、独自ドメインが購入可能となる、画像やファイルの容量が無制限となり転送量が上がる、RSSフィード拡張機能により記事カテゴリによりRSSフィードを分けて送信する、ブログ広告やブログランキングなどの外部ブログパーツの設置数増加といった特典がある。支払い方法は月額プランはクレジットカード決済、年額プランは銀行口座振込となる。